# Pierre D'hauwer
Pierre Joseph Victor D'hauwer, né le 14 septembre 1863 à Kaster et décédé le 16 septembre 1919 à Renaix fut un homme politique libéral belge flamand.
Il fut médecin ; il fut élu conseiller communal de Renaix et député.
En 1919, peu avant sa mort, il créa un syndicat libéral à Renaix ; il fut également président d'une mutualité, une caisse d'épargne et une caisse de pension.

## Sources
- Liberaal Archief